# Afroataenius singularis
Afroataenius singularis är en skalbaggsart som beskrevs av Rudolph Petrovitz 1969. Afroataenius singularis ingår i släktet Afroataenius och familjen Aphodiidae. Inga underarter finns listade i Catalogue of Life.